# كاثرين بارد
كاثرين بارد (بالإنجليزية: Katharine Bard)‏ هي ممثلة أمريكية، ولدت في 19 أكتوبر 1916 في هايلاند بارك في الولايات المتحدة، وتوفيت في 28 يوليو 1983 في لوس أنجلوس في الولايات المتحدة.

## وصلات خارجية
- كاثرين بارد على موقع IMDb (الإنجليزية)
- كاثرين بارد على موقع قاعدة بيانات برودواي على الإنترنت (الإنجليزية)
- كاثرين بارد على موقع قاعدة بيانات الفيلم (الإنجليزية)